# Čikule
Čikule är en ort i Bosnien och Hercegovina.   Den ligger i entiteten Republika Srpska, i den norra delen av landet, 160 km nordväst om huvudstaden Sarajevo. Čikule ligger 93 meter över havet och antalet invånare är 335.
Terrängen runt Čikule är platt.Närmaste större samhälle är Bosanska Gradiška, 5,2 km norr om Čikule.
Trakten runt Čikule består till största delen av jordbruksmark. Runt Čikule är det ganska tätbefolkat, med 67 invånare per kvadratkilometer.